# Protosuberites capillitium
Protosuberites capillitium är en svampdjursart som först beskrevs av Topsent 1892.  Protosuberites capillitium ingår i släktet Protosuberites och familjen Suberitidae. Inga underarter finns listade i Catalogue of Life.